# Sorbeoconcha
Sorbeoconcha Ponder e Lindberg, 1997 è un clade tassonomico di lumache, ovvero gasteropodi, consistente in specie principalmente marine con branchie e opercoli, all'interno del clade Caenogastropoda.

## Tassonomia

### Tassonomia del 1997

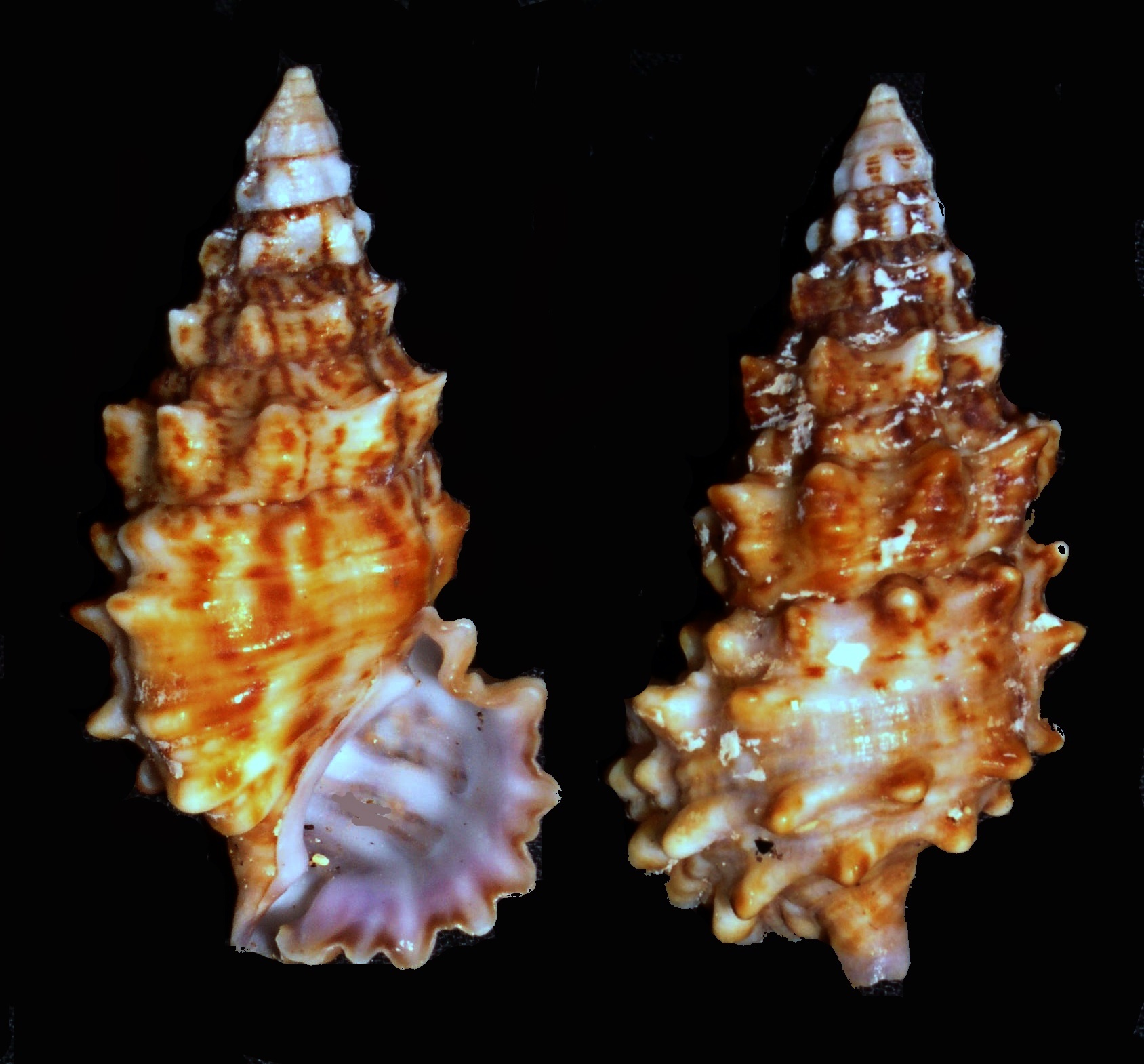
Due visuali del guscio di Cerithium echinatum, della famiglia delle Cerithiidae

Secondo la vecchia tassonomia di Ponder e Lindberg i sottordini all'interno dell'ordine Sorbeoconcha sono:
- Discopoda P. Fischer, 1884
- Murchisoniina Cox & Knight, 1960
- Hypsogastropoda Ponder & Lindberg, 1997
- Cerithiimorpha Golikov & Starobogatov, 1975

### Tassonomia del 2005
Nella tassonomia di Bouchet & Rocroi (2005) il clade Sorbeoconcha è stato dichiarato un taxon di rango non specificato, all'interno del clade Caenogastropoda.
Comprende la superfamiglia Cerithioidea, la superfamiglia Campaniloidea, il gruppo informale Ptenoglossa e il clade Neogastropoda.
Le seguenti famiglie non sono state assegnate a una superfamiglia:
- † Acanthonematidae Wenz, 1938
- † Canterburyellidae Bandel, Gründel & Maxwell, 2000
- Globocornidae Espinosa & Ortea, 2010
- † Prisciphoridae Bandel, Gründel & Maxwell, 2000

Il World Register of Marine Species considera Sorbeoconcha una rappresentazione alternativa di Caenogastropoda e fornisce il seguente ragionamento: Sorbeoconcha dovrebbe includere Cerithioidea, Campaniloidea e tutti gli Hypsogastropoda (cioè i restanti Caenogastropoda), non solo Cerithioidea e Campaniloidea come suggerito dal pattern di indentazione in Bouchet & Rocroi. Neotaenioglossa Haller, 1892, suggerito nella bozza di Ruud Bank per Fauna Europaea, non viene mantenuto perché avrebbe bisogno di corposi emendamenti per rimuovere Pyramidellidi, Ceritioidi, ecc. inclusi nella sua definizione originale, e quindi sarebbe troppo lontano dal concetto di Haller se dovesse adattarsi il concetto di Sorbeoconcha.
Sebbene cladisticamente corretto, il taxon Sorbeoconcha viene saltato nello schema di classificazione perché (1) dieci anni dopo la sua pubblicazione, il nome risulta ancora sconosciuto ai più e (2) non è molto utile nella classificazione perché comprende la maggior parte dei Caenogastropoda (escludendo solo piccoli gruppi Abyssochhrysidae, Provannidae e i taxa di Architaenioglossate).